# Life Aquatic
Life Aquatic (originaltitel: The Life Aquatic with Steve Zissou) är en amerikansk film från 2004.

## Handling
Den legendariske dokumentärfilmaren Steve Zissou har under åren tappat sin forna stjärnglans. Under en inspelning förlorar han sin nära vän Esteban som äts upp av en "jaguarhaj". Steve Zissous nästa filmprojekt blir att leta efter hajen. Med sig på resan har han en man som kan vara hans okända son (Owen Wilson), en brittisk journalist (Cate Blanchett) och en rad besättningsmän.

## Om filmen
Filmen är skriven och regisserad av den amerikanske filmskaparen Wes Anderson (Rushmore, The Royal Tenenbaums). Precis som i Andersons andra verk finns här ett starkt persongalleri och bildspråk.
Visuellt men också karaktärsmässigt är mycket inspiration hämtad från Jacques-Yves Cousteaus och Louis Malles dykfilmer från 1950- och 1960-talet och då i synnerhet Den tysta världen från 1956. Till och med besättningens röda toppluvor är hämtade från Cousteaus dokumentär. 
Filmen innehåller musik av bland annat David Bowie, The Stooges och den brasilianske artisten Seu Jorge. Jorge har även en roll i filmen som Pelé, en besättningsman som fördriver tiden med att spela Bowie-covers på portugisiska.
Det är dessutom från denna film som gruppen Panic! at the Disco tagit namnet till sin låt "I Constantly Thank God for Esteban".

## Rollista (urval)
- Bill Murray – Steve Zissou, oceanolog
- Owen Wilson – Ned Plimpton
- Cate Blanchett – Jane Winslett-Richardson
- Anjelica Huston – Eleanor Zissou
- Willem Dafoe – Klaus Daimler
- Jeff Goldblum – Alistair Hennessey
- Michael Gambon – Oseary Drakoulias
- Bud Cort – The Bond Company Stooge (finansnissen)
- Noah Taylor – Wolodarsky
- Seu Jorge – Pelé
- Seymour Cassel – Esteban du Plantier